# Mostafà Shaimi
Mostafà Shaimi és un filòsof català i professor del Departament de Pedagogia de la Universitat de Girona, institució on prepara una tesi doctoral sobre racismes i diversitat religiosa. Hi coordina també el màster en Diversitat religiosa: pensament, realitat i gestió. Després d'estudiar Filosofia, és especialista en dinamització comunitària, una branca de l'acció social destinada a enfortir les aliances entre els diferents actors d'una comunitat per a cohesionar-ne el teixit social.
A part del vessant acadèmic, ha treballat en l'àmbit social en administracions públiques i entitats socials, com ara la Fundació IRes (Institut de Reinserció Social), el GRAMC (Grup de recerca en minories culturals) o Càritas, i ha col·laborat en diferents projectes com el Fòrum Inclusió Social i Ciutadania o el Programa Ordit de la Fundació Jaume Bofill. També és membre de l'Espai Antiracista Salt-Girona i és articulista habitual del diari Ara.
Nascut al Marroc (Oujda), va decidir deixar el seu país per la manca de llibertats sota el règim de Hassan II l'any 1994. Ha estat en diferents països d'Europa, ha viscut experiències límit com la d'un trànsit en pastera a l'estret de Gibraltar o travessant el riu de Maritsa (Hebros). Després d'arribar a Vic el 1994 i viure a Banyoles, fa anys que està establert a Salt.
El febrer de 2024, Shaimi fou acusat d'assetjament sexual per part d'alumnes del seu curs universitari.